# Distretto di San Miguel (Cajamarca)
Il distretto di San Miguel è uno dei tredici distretti  della provincia di San Miguel, in Perù. Si trova nella regione di Cajamarca e si estende su una superficie di 368,26 chilometri quadrati.

Ha per capitale la città di San Miguel de Pallaques e contava 15.871 abitanti al censimento 2005.